# Park Narodowy Wasur

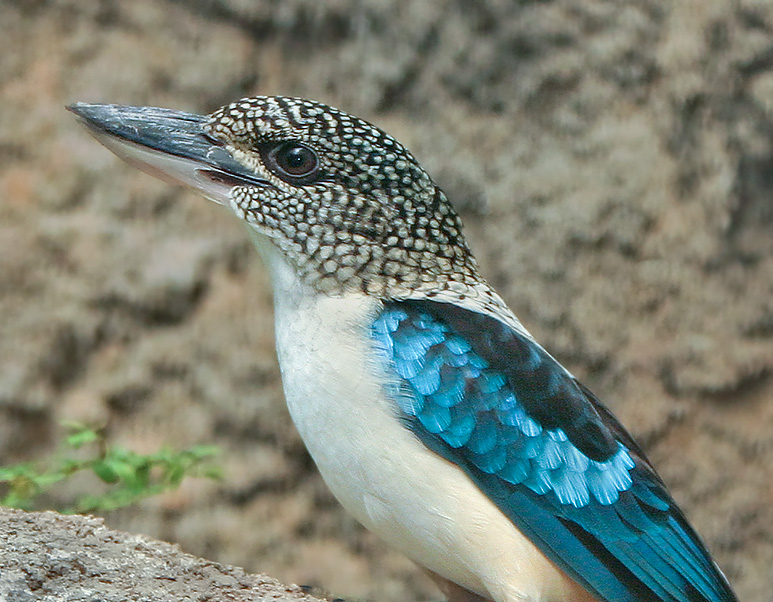
Kukabura łuskowana, Dacero tyro

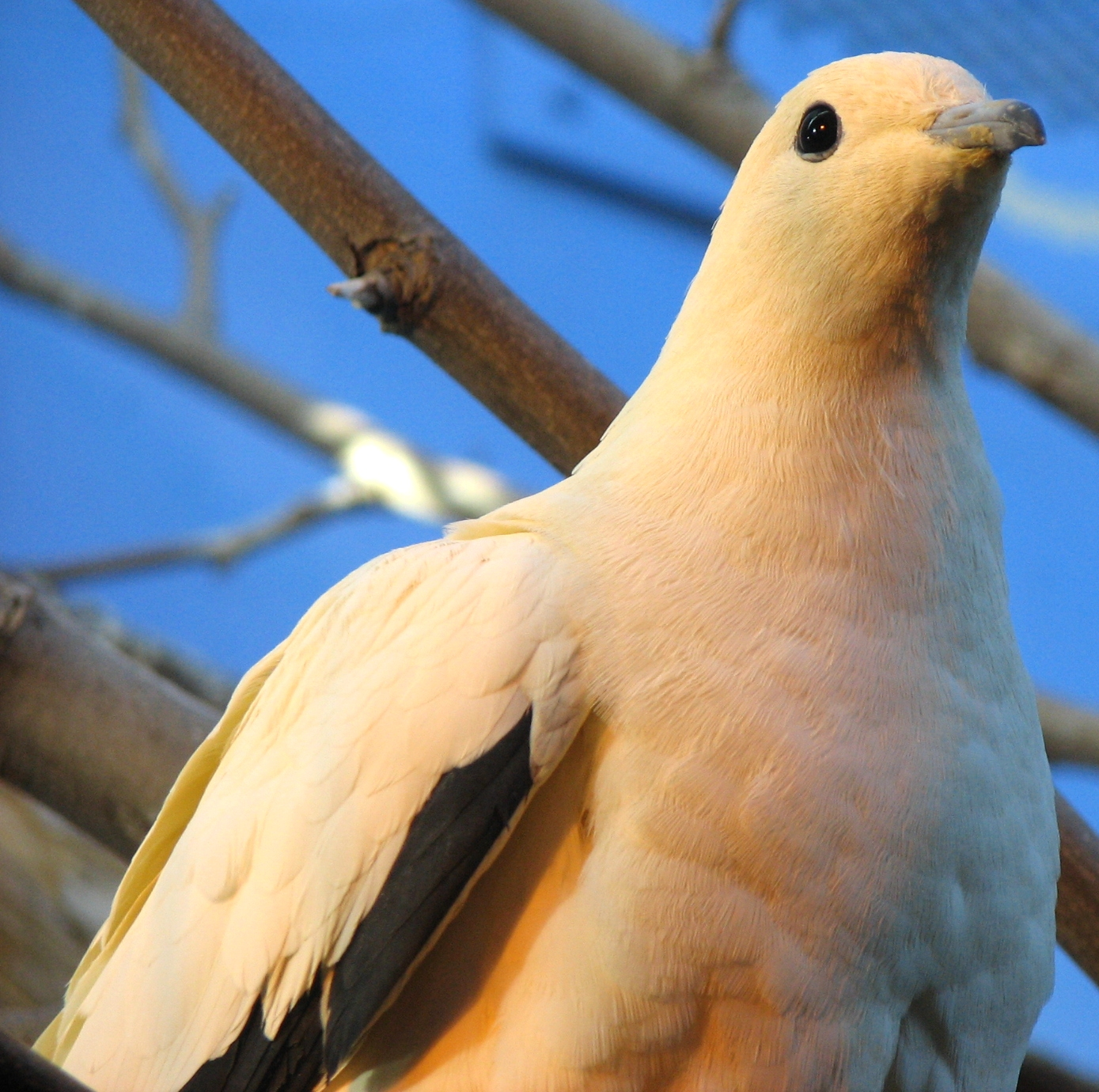
Muszkatela dwubarwna, Ducula bicolor

Park Narodowy Wasur – park narodowy leżący na terenie Papui (Indonezja). Ma powierzchnię 413 810 ha (4 138 km²). Utworzony został 24 marca 1990, zaś od 16 marca 2006 objęty jest konwencją ramsarską. Leży na wysokości 0–55 m n.p.m..

## Flora
Około 70% powierzchni PN Wasur stanowi roślinność typowa dla sawanny, pozostała część to mokradła, lasy bambusowe, lasy monsunowe. Wśród gatunków roślin wymienić można sagownicę zwyczajną (Metroxylon sagu), lecz przeważają przedstawiciele awicenii (Avicennia; akantowate), Bruguiera i korzeniar (Rhizophora; korzeniarowate), Terminalia (trudziczkowate) oraz Melaleuca (mirtowate); prócz tego występują m.in. arekowce z rodzaju Livistona, eukaliptusy, komonice (Lotus), grzybienie (Nymphaea), przedstawiciele Sonneratia (krwawnicowate), Azolla (salwiniowate), Acrostichum (orliczkowate), akanty (Acanthus), pływacze (Utricularia) oraz trzcina pospolita (Phragmites karka).

## Fauna
Do ssaków występujących w Parku Narodowym Wasur należą np. kangurowiec pręgowany (Dorcopsis muelleri) i walabia smukła (Macropus agilis), przedstawiciele pałankowatych – Phalanger gymnotis, kuskus wschodni (Phalanger intercastellanus) oraz kuskus plamisty (Spilocuscus maculatus), sambar sundajski (Cervus timorensis), pięciu przedstawicieli Rattus, w tym Rattus argentiventer, Rattus leucopus oraz szczur wędrowny (Rattus norvegicus). Spotykanych jest wiele gatunków nietoperzy, jak rudawka okularowa (Pteropus conspicillatus), Pteropus macrotis, Pteropus neohibernicus i rudawka żałobna (Pteropus alecto), przedstawiciele Nyctimene, np. Nyctimene aello i Nyctimene cyclotis, Rousettus amplexicaudatus, przedstawiciele Emballonura, np. Emballonura furax, Mosia nigrescens, Saccolaimus saccolaimus, przedstawiciele Hipposideros, Miniopterus i wielu innych rodzajów. Wśród gadów zamieszkujących obszar PN wymienić można miękkoskórka dwupazurzastego (Carettochelys insculpta), agamę kołnierzastą (Chlamydosaurus kingii), warana papuaskiego (Varanus salvadorii), warana timorskiego (Varanus timorensis), zdradnicę śmiercionośną (Acanthophis antarcticus), tajpana australijskiego (Oxyuranus scutellatus), krokodyla nowogwinejskiego (Crocodylus novaeguineae) oraz krokodyle różańcowe (Crocodylus porosus). Do ryb zasiedlających wody parku należą Scleropages jardinii, tęczanka filigranowa (Iriatherina werneri), tęczanka złotawa (Melanotaenia goldiei) oraz tęczanka pasiasta (Melanotaenia splendida).

## Awifauna
Jedynym nielotem spośród awifauny parku jest kazuar hełmiasty (Casuarius casuarius). Z grzebiących występuje nogal zmienny (Megapodius reinwardt). Wśród blaszkodziobych wymienić można np. bezpłetwca (Anseranas semipalmata), drzewicę wędrowną (Dendrocygna arcuata) i kaczuszkę australijską (Nettapus pulchellus). Występuje wielu przedstawicieli kraskowych, w tym zimorodek lazurowy (Ceyx azureus), zimorodek białoczelny (Ceyx pusilla), kukabura łuskowana (Dacelo tyro) i szuflodziób (Clytoceyx rex). Występują 4 gatunki papug, są to kakadu żółtoczuba (Cacatua galerita), kakadu sinooka (Cacatua sanguinea), dama niebieskobrzucha (Lorius lory) oraz żałobnica palmowa (Probosciger aterrimus). Jedyny przedstawiciel lekowych to paszczak papuaski (Podargus papuensis). Spotyka się dwa gatunki gołębi, muszkatelę dwubarwną (Ducula bicolor) i koroniec plamoczuby (Goura victoria). Bardzo liczne są w PN Wasur gatunki siewkowców, jak wodnokur kusy (Megacrex inepta), rycyk (Limosa limosa), kulik krótkodzioby (Numenius minutus), kulik syberyjski (Numenius madagascariensis), brodziec piskliwy (Actitis hypoleucos) oraz długoszpon koralowy (Irediparra gallinacea); również wielu przedstawicieli Sterna oraz trzech z rodzaju Phalacrocorax. Jedynym kurtaczkiem parku jest kurtaczek hałaśliwy (Pitta versicolor). Poza tym niewiele gatunków z rzędu wróblowych, wymienić można m.in. ozdobnika wspaniałego (Ptiloris magnificus), cudowronkę wielką (Paradisaea apoda), zwisogonka rzecznego (Megalurus albolimbatus) oraz mniszkę perlistą (Lonchura leucosticta).